# ريتشارد سويفت
ريتشارد سويفت (بالإنجليزية: Richard Swift)‏ هو منتج أسطوانات ومغن مؤلف أمريكي، ولد في 16 مارس 1977 في كاليفورنيا في الولايات المتحدة، وتوفي في 3 يوليو 2018 في تاكوما في الولايات المتحدة بسبب التهاب كبدي.

## وصلات خارجية
- الموقع الرسمي
- ريتشارد سويفت على موقع ميوزك برينز (الإنجليزية)
- ريتشارد سويفت على موقع أول ميوزيك (الإنجليزية)
- ريتشارد سويفت على موقع ديسكوغز (الإنجليزية)